# 陳澤仁
陳澤仁出生於1941年，是肇慶高要新橋金庫村人，是中國著名的書法家，美術書法退休教師，1980年代的"廣東省書法家協會"會員，書法作品多次參加全中國以及全廣東省的書法展並獲獎20多次，他的多幅作品得到廣大收藏者的收藏。1980年代初，他長期受聘於肇慶文化部門和教育部門展開書法知識講座，培養了不少美術書法人才。1993年被評為‘廣東省優秀美術教師’。

## 生平
陳澤仁從小酷愛書法藝術，造詣深；他從20世紀50年代開始，師從書法家麥華三先生。